# Entstaubung
Entstaubung ist das Abscheiden feinverteilter fester Fremdbestandteile aus einem Gas.

## Grundlagen
Als ein Vorreiter der industriellen Entstaubung gilt der Lübecker Wilhelm Beth, der den Saugschlauchfilter mit Abreinigung durch Rückspülung 1886 patentieren ließ.
Vor allem in großen Verbrennungs- und Industrieanlagen werden erhebliche Staubmengen freigesetzt, die erst nach Passieren einer Entstaubungsanlage in die Abluft entlassen werden dürfen. Eine Entstaubungsanlage ist eine technische Einrichtung, um staubhaltige Abgas- oder Abluftströme zu reinigen. Derartige Systeme finden vor allem Anwendung in Zementwerken, Kraftwerken, Gießereien, Hüttenwerken, Kalkwerken und der chemischen Industrie. Die Industriestäube sind sehr vielfältig und weisen normalerweise eine Korngröße zwischen 0,1 und 1000 µm auf.
Der Einsatz von unterschiedlichen Abscheide- und Filtertypen hängt von der Zusammensetzung der Stäube, deren Konzentration, den Platzverhältnissen und der Dimensionierung ab. Ein Maß für die Qualität eines Entstaubungsverfahrens ist der Abscheidegrad. Entscheidend für eine gute Erfassung der Schadstoffe an der Entstehungsquelle ist die Ansauggeschwindigkeit und die richtige Platzierung der Erfassungs- und Absaugeinrichtungen. Die Stauberfassung ist umso effizienter, je näher die Ansaugöffnungen in direkter Nähe zur Staubquelle liegen, da sich die Absauggeschwindigkeit mit zunehmender Entfernung von der Staubquelle verringert. Bei der industriellen Abgasreinigung und Partikelabscheidung werden in steigendem Maße filternde Abscheider eingesetzt.
Der Erfolg der Entstaubung kann mittels Staubmessung überprüft werden.

## Entstaubungsarten

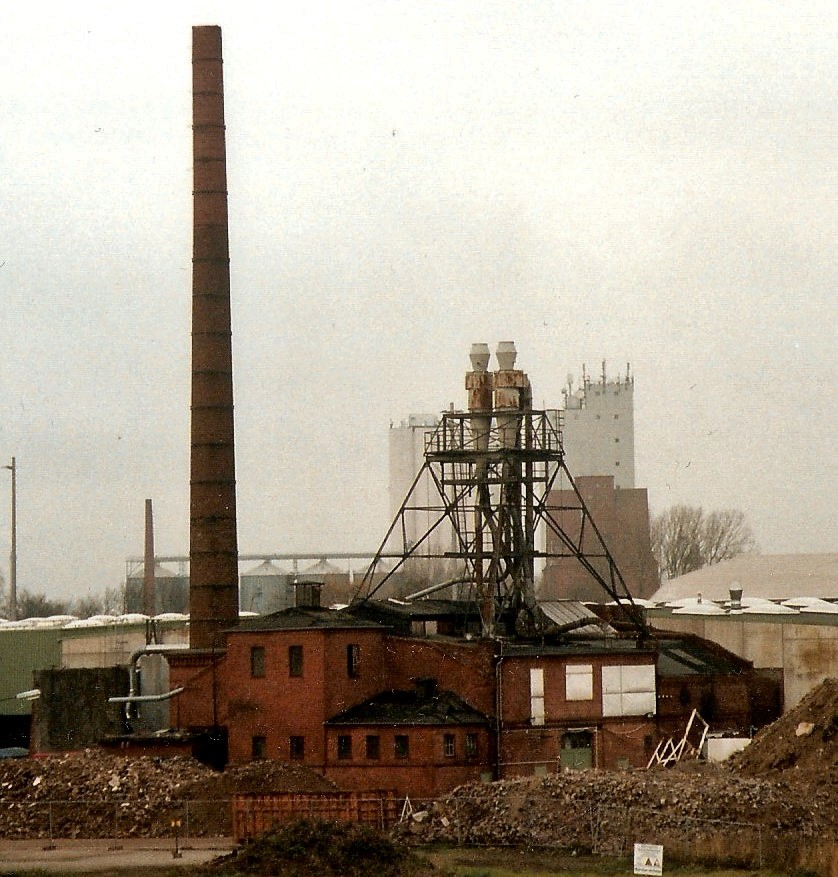
Ein zum Abriss freigegebener Unternehmensteil mit dominierendem Entstauber

- Massenkraftabscheidung – z. B. durch Fliehkraft- oder Schwerkraftabscheider
- Nassentstaubung – z. B. durch einen Rotationswäscher
- Filtrationsentstaubung – z. B. durch eine Schlauchfilter-Batterie
- Elektroentstaubung – z. B. durch einen Platten-Elektrofilter

### Massenkraftabscheidung
Die Entstaubung von Gasen mittels Massenkraftabscheidern (oder Massenkraftentstaubern) beruht darauf, dass Staubpartikel durch Schwerkraft, Trägheitskraft oder Fliehkraft in Zonen des Abscheiders transportiert werden, aus denen sie durch das strömende Gas nicht mehr entfernt werden können. Aufgrund ihrer direkten Proportionalität zur Masse nehmen Massenkräfte bei wachsenden Partikeldurchmessern mit deren dritter Potenz zu. Das Kennzeichen von Massenkraftabscheidern sind geringe Investitions- und Betriebskosten. Sie werden bevorzugt zur Grobentstaubung eingesetzt.
Schwerkraftabscheider:
Schwerkraftabscheider wie beispielsweise Absetzkammern arbeiten nach dem Prinzip der Schwerkraft. Sie werden vor allem bei der Entstaubung von größeren Partikeln (0,02 mm) eingesetzt. Das Prinzip der Schwerkraft besagt, dass Partikel aufgrund der Schwerkraft nach unten sinken. Je nach Größe, Dichte und Geometrie der Staubpartikel variiert die Sinkgeschwindigkeit. Die staubbelastete Luft tritt von unten oder seitlich in die Absetzkammer ein. Durch die Vergrößerung des Volumens in der Absetzkammer reduziert sich die Strömungsgeschwindigkeit bei gleichzeitiger Erhöhung der Verweilzeit und Grobstaub setzt sich aufgrund der Schwerkraft nach unten ab. Die gereinigte Luft strömt seitlich oder nach oben aus der Absetzkammer aus.
Trägheitsabscheider:
Trägheits- oder Umlenkabscheider arbeiten nach dem Prinzip der Trägheit. Die staubbelastete Luft tritt in den Abscheider ein und wird umgelenkt. Häufig wird die Strömung derart umgelenkt, dass eine Unterstützung der Partikelabscheidung durch die Schwerkraft erfolgt. Grobe Partikel können der Umlenkung des Luftstromes nicht folgen und setzen sich ab. Nach diesem Prinzip arbeiten bestimmte Tropfenabscheider.
Fliehkraftabscheider:
Fliehkraftabscheider, häufig auch Zyklone genannt, scheiden Partikel unter Ausnutzung von Zentrifugalkräften aus einem Gasstrom ab. Ihr Abscheideraum ist rotationssymmetrisch aufgebaut und sie arbeiten nach dem Fliehkraftprinzip, das besagt, dass Partikel bestrebt sind, ihre Bewegungsrichtung beizubehalten. Die Fliehkraft drückt die Partikel gegen die Außenwand und können somit durch die konische Form im unteren Bereich des Zyklons abgeschieden werden. Durch die Verdrängung nach unten erhöht sich die Geschwindigkeit des Luftstroms und es entsteht ein nach oben aufsteigender Luftwirbel in der Mitte des Zyklons. Die gereinigte Luft strömt oben aus dem Zyklon aus. Die notwendigen Drehströmung wird durch eine passende Gestaltung des Einlaufteils, beispielsweise durch einen tangentialen Einlauf, erzeugt. Fliehkraftabscheider weisen in der Regel einen Durchmesser zwischen 0,02 Metern und 5 Metern auf und können auch bei Temperaturen bis zu 1000 °C eingesetzt werden. Sie werden häufig parallel betrieben, um aufgrund kleinerer Durchmesser eine bessere Abscheidung zu erreichen und um bei größeren Volumenströmen bestimmte Baugrößen nicht zu überschreiten.

### Nassentstaubung
Bei der Nassentstaubung werden die Staubpartikel mit einer Waschflüssigkeit in Kontakt gebracht oder in ihr gebunden und aus dem Gasstrom entfernt. Bei Nassabscheidern gibt es verschiedene Varianten wie Sprühwäscher, Strahlwäscher, Wirbelwäscher, Venturiwäscher oder Rotationswäscher. Diese lassen sich danach unterscheiden, ob sie Einbauten aufweisen oder nicht. Ein weiteres Unterscheidungsmerkmal ist, ob die Energie zur Erzeugung einer erhöhten spezifischen Oberfläche (meist in Form von Wassertropfen) durch das zu reinigende Gas, die Waschflüssigkeit oder durch sich bewegende Einbauten eingebracht wird. Der Energiebedarf der Nasswäscher richtet sich nach Trennkorngröße und eingesetztem Apparat: Während der Trennkorndurchmesser sich bei Sprühwäschern bei einem spezifischen Energieaufwand von 1 kWh/1000 m³ im Bereich von 1 µm bewegt, kann mit Venturiwäschern bei einem spezifischen Energieaufwand von 4 kWh/1000 m³ eine Trennkorngröße von < 0,1 µm erreicht werden.
Nassabscheider können zeitgleich zur Entstaubung und zur Abscheidung von Schadgasen verwendet werden. In der Regel muss ihnen noch ein Tropfenabscheider nachgeschaltet werden.
Nach der neuesten Bundesimmissionsschutzverordnung verlieren Nassabscheider aufgrund der hohen gesetzlichen Prüfauflagen zunehmend an Bedeutung.

### Filternde Abscheider
Die Filtration gehört zu den ältesten Verfahren, Fremdkörper aus einem Fluid abzutrennen. Bei filternden Abscheidern trifft das staubbeladene Gas auf eine durchlässige poröse Schicht (Filtermittel), die den Staub zurückhält und den Gasstrom durchlässt. Filternde Abscheider können in Abhängigkeit von der Reinigungsaufgabe auch als Endabscheider eingesetzt werden, da sie Abscheidegrade über 98 % erzielen können. Filternde Abscheider lassen sich nach ihrer Wirkungsweise in die zwei Gruppen Tiefenfilter und Oberflächenfilter unterscheiden.
Oberflächenfilter (Abreinigbare Gewebefilter, Abreinigungsfilter):
Bei der Durchströmung des Filtergewebes eines Oberflächenfilters durch das Abgas bleibt ein Großteil der Staubpartikel an der Anströmseite haften. Dadurch entsteht ein Filterkuchen, der die wesentliche Reinigungsleistung übernimmt. In regelmäßigen Abständen wird der Filterkuchen entfernt. Oberflächenfilter werden zur Emissionsminderung und Prozessgasreinigung sowie zur Produktgewinnung eingesetzt. Konfektionierungsformen von Oberflächenfiltern sind unter anderem Schlauchfilter, Taschenfilter oder Filterpatronen.
Tiefenfilter (Speicherfilter):
Tiefenfilter bestehen überwiegend aus Fasern mit einem großen Hohlraumvolumen, in dem sich die Partikel einlagern können.  Als Abscheidemechanismen wirken im Wesentlichen Sperreffekt, Sedimentation, Diffusion und Trägheitseffekte. Tiefenfilter werden überwiegend zur Reinigung von Raum- und Prozessluft verwendet. Sie können aus Fasermaterialien, metallischen Strukturen, Weichschäumen oder losen Schüttungen bestehen. Die häufigste Konfektionierungsform von Tiefenfiltern ist die als Taschenfilter. Weitere Konfektionierungsformen können Filtermatten, Filterzellen oder Filterpatronen sein.

### Elektrostatische Abscheider
Das Prinzip der Elektroentstaubung in einem elektrostatischen Abscheider (Elektrofilter) beruht auf der Anziehung und Bindung elektrisch geladener Partikel in einem elektrischen Feld an entgegengesetzt geladenen Elektroden. Da die natürliche Ladung der im Gasstrom befindlichen Partikel in der Regel nicht für deren effiziente Abscheidung ausreicht, ist für eine hohe Aufladung der Partikel zu sorgen. Durch Koronaentladung werden an einer Sprühelektrode Gasionen gebildet, die ihre Ladung an die Partikel abgeben. Die geladenen Partikel werden an der Niederschlagselektrode abgeschieden. Bei trocken arbeitenden Elektrofiltern werden die Elektroden periodisch abgeklopft, bei Nasselektrofiltern wird die sich bildende Staubschicht mit einer Flüssigkeit abgespült. Insbesondere bei wasserlöslichen Stäuben empfiehlt sich der Einsatz von Nasselektrofiltern.
Elektrofilter sind bei Abgastemperaturen bis zu 500 °C einsetzbar. Neben industriellen Anwendungen werden sie auch bei der Raumluftreinigung eingesetzt. Ihre Abscheideleistung ist weitgehend unabhängig von der Partikelgröße.

## Brand- und Explosionsrisiken
Sofern die abzuscheidenden Stäube brennbar sind, geht von Entstaubungsanlagen ein Brand- und Explosionsrisiko aus. Bewegen sich die Staubkonzentrationen in den Zuleitungen im Normalfall unterhalb der unteren Explosionsgrenze, so wird der Staub in der Entstaubungsanlage aufkonzentriert, sodass sich durch Verwirbelungen explosionsfähige Gemische bilden können. Die Anwesenheit oder Bildung von brennbaren Gasen und die dadurch bedingte Entstehung von hybriden Gemischen kann zu einer Verschiebung der unteren Explosionsgrenze führen. Darüber hinaus stellen bestimmte Aggregate Zündquellen dar.

## Belege
1. ↑  Walter Barth: Entwicklungslinien der Entstaubungstechnik. In: Staub: Zeitschrift für Staubhygiene, Staubtechnik, Reinhaltung der Luft, Radioaktive Schwebestoffe. 21, Nr. 9, 1961, S. 382–390.
2. ↑  VDI 2066 Blatt 1:2006-11 Messen von Partikeln; Staubmessungen in strömenden Gasen; Gravimetrische Bestimmung der Staubbeladung (Particulate matter measurement; Dust measurement in flowing gases; Gravimetric determination of dust load). Beuth Verlag, Berlin, S. 19.
3. 1 2  Günter Baumbach: Luftreinhaltung. 2. Auflage. Springer-Verlag, Berlin / Heidelberg / New York 1992, ISBN 3-540-55078-X, S. 314.
4. 1 2 3  Franz Joseph Dreyhaupt (Hrsg.): VDI-Lexikon Umwelttechnik. VDI-Verlag Düsseldorf, 1994, ISBN 3-18-400891-6, S. 792.
5. ↑  VDI 3676:1999-09 Massenkraftabscheider (Inertial Separators). Beuth Verlag, Berlin, S. 9.
6. ↑  VDI 3676:1999-09 Massenkraftabscheider (Inertial Separators). Beuth Verlag, Berlin, S. 23.
7. 1 2  VDI 3676:1999-09 Massenkraftabscheider (Inertial Separators). Beuth Verlag, Berlin, S. 24.
8. 1 2 3  Franz Joseph Dreyhaupt (Hrsg.): VDI-Lexikon Umwelttechnik. VDI-Verlag Düsseldorf, 1994, ISBN 3-18-400891-6, S. 497.
9. ↑  VDI 3676:1999-09 Massenkraftabscheider (Inertial Separators). Beuth Verlag, Berlin, S. 25.
10. ↑  VDI 3676:1999-09 Massenkraftabscheider (Inertial Separators). Beuth Verlag, Berlin, S. 34.
11. ↑  Karl Georg Schmidt: Naßwaschgeräte aus der Sicht des Betriebsmannes. In: Staub: Zeitschrift für Staubhygiene, Staubtechnik, Reinhaltung der Luft, Radioaktive Schwebestoffe. 24, Nr. 11, 1964, S. 485–491.
12. ↑  VDI 3679 Blatt 1:2014-07 Nassabscheider; Grundlagen, Abgasreinigung von partikelförmigen Stoffen (Wet separators; Fundamentals, waste gas cleaning of particle collections). Beuth Verlag, Berlin, S. 15.
13. ↑  VDI 3679 Blatt 1:2014-07 Nassabscheider; Grundlagen, Abgasreinigung von partikelförmigen Stoffen (Wet separators; Fundamentals, waste gas cleaning of particle collections). Beuth Verlag, Berlin, S. 19–21.
14. ↑  Günter Baumbach: Luftreinhaltung. 2. Auflage. Springer-Verlag, Berlin / Heidelberg / New York 1992, ISBN 3-540-55078-X, S. 336.
15. 1 2  Matthias Stieß: Mechanische Verfahrenstechnik 2. Springer-Verlag, Berlin / Heidelberg / New York 1994, ISBN 3-540-55852-7, S. 17.
16. 1 2  VDI 3677 Blatt 1:2010-11 Filternde Abscheider; Oberflächenfilter (Filtering separators; Surface filters). Beuth Verlag, Berlin, S. 5.
17. ↑  VDI 3677 Blatt 1:2010-11 Filternde Abscheider; Oberflächenfilter (Filtering separators; Surface filters). Beuth Verlag, Berlin, S. 2.
18. ↑  VDI 3677 Blatt 1:2010-11 Filternde Abscheider; Oberflächenfilter (Filtering separators; Surface filters). Beuth Verlag, Berlin, S. 23.
19. 1 2  VDI 3677 Blatt 2:2004-02 Filternde Abscheider; Tiefenfilter aus Fasern (Filtering separators; Depth fiber filters). Beuth Verlag, Berlin, S. 7.
20. ↑  Matthias Stieß: Mechanische Verfahrenstechnik 2. Springer-Verlag, Berlin / Heidelberg / New York 1994, ISBN 3-540-55852-7, S. 139.
21. ↑  VDI 3677 Blatt 2:2004-02 Filternde Abscheider; Tiefenfilter aus Fasern (Filtering separators; Depth fiber filters). Beuth Verlag, Berlin, S. 27.
22. ↑  VDI 3677 Blatt 2:2004-02 Filternde Abscheider; Tiefenfilter aus Fasern (Filtering separators; Depth fiber filters). Beuth Verlag, Berlin, S. 42.
23. 1 2  VDI 3678 Blatt 1:2011-09 Elektrofilter; Prozessgas- und Abgasreinigung (Electrostatic precipitators; Process and waste gas cleaning). Beuth Verlag, Berlin, S. 8–9.
24. ↑  VDI 3678 Blatt 1:2011-09 Elektrofilter; Prozessgas- und Abgasreinigung (Electrostatic precipitators; Process and waste gas cleaning). Beuth Verlag, Berlin, S. 16.
25. ↑  Klaus Holzer: Aerosolabscheidung aus Rauchgasen von Anlagen zur Verbrennung von Sonderabfällen. In: Staub – Reinhalt. Luft. 48, Nr. 5, 1988, S. 203–208; ISSN 0949-8036.
26. 1 2  VDI 3678 Blatt 1:2011-09 Elektrofilter; Prozessgas- und Abgasreinigung (Electrostatic precipitators; Process and waste gas cleaning). Beuth Verlag, Berlin, S. 3.
27. ↑  VDI 3678 Blatt 2:2010-12 Elektrofilter; Prozessluft- und Raumluftreinigung (Electrostatic precipitators; Process air and indoor air cleaning). Beuth Verlag, Berlin, S. 3.
28. ↑  VDI 2263 Blatt 6:2017-08 Staubbrände und Staubexplosionen; Gefahren – Beurteilung – Schutzmaßnahmen; Brand- und Explosionsschutz an Entstaubungsanlagen (Dust fires and dust explosions; Hazards – assessment – protective measures; Dust fires and explosion protection in dust extracting installations). Beuth Verlag, Berlin, S. 10–14.